# Rašíd ad-Dín Sinan
Šejk Rašíd ad-Dín Sinan, mezi Evropany známý jako Stařec z hor (v křižáckých originálech Vetulus de Montanis) byl jedním z vůdců muslimské sekty Asasínů a důležitou postavou křížových výprav.

## Život
Podle jediného autobiografického fragmentu, který se do dnešních dnů dochoval, pocházel Rašíd ad-Dín Sinan z Alamutu, který ležel v centru území Asasínů. V mládí prodělal typický asasínský výcvik. V roce 1162 tehdejší vůdce sekty imám Hasan II. vyslal Rašída do Sýrie. Když tam Rašíd dorazil, prohlásil se zde Kijamáhem. Sinanovou hlavní pevností v Sýrii se stal Masjaf, odkud kontroloval další oblasti v severní Sýrii, jmenovitě Džabal as-Summaq, Ma'arrat Masrin a Sarmin.
Sinanovým úhlavním nepřítelem se stal sultán Saladin, který se po svržení fátimovských chopil moci v Egyptě a začal expandovat i do oblasti Sýrie. Sinan proto nařídil Saladinovo zabití. Asasínští zabijáci se Saladina pokusili zabít dvakrát, ale neuspěli. Když poté Saladin pochodoval na Aleppo, zničil několik asasínských pozic. Roku 1176 Saladin jako odvetu vytáhl proti asasínské pevnosti Masjaf, ale z obléhání vyvstaly dvě význačné události, které se udály mezi Saladinem a Sinanem. Jedné noci Saladinovi vojáci objevili Sinana a jeho osobní gardu potulovat se po horách, ale Saladinovým vojákům se nepodařilo na něj zaútočit, protože je od Sinana držela jakási mystická síla. Během obléhání Saladina trápily noční můry a jedné noci se probudil a našel vedle své postele čerstvě upečené koláče (takové které pekli jedině asasíni), otrávenou dýku a výhrůžné verše. Saladin uvěřil, že je tam dal Rašíd ad-Dín Sinan osobně, proto ihned ukončil obléhání a uznal nezávislost asasínského teritoria.
Sinanův poslední významný čin byl rozkaz k vraždě nově zvoleného jeruzalémského krále Konráda z Montferratu roku 1192. Zdali tato vražda byla nějak ve spolupráci se Saladinem, či anglickým králem Richardem zůstává dodnes nevyjasněno.